# Валльвиц (Эле)
Валльвиц (нем. Wallwitz) — деревня в Германии, расположена в земле Саксония-Анхальт.
Входит в состав города Мёккерн района Йерихов. Население составляет 176 человек (на 31 декабря 2006 года). Занимает площадь 5,67 км².
Валльвиц ранее имела статус отдельной коммуны. С 1 января 2005 года подчинялась управлению Мёккерн-Лобург-Флеминг. 1 января 2009 года вошла в состав города Мёккерн.

## Достопримечательности
- Лютеранская церковь Святого Тимофея, построенная в позднем романском стиле.